# (6993) 1995 BJ4
A (6993) 1995 BJ4 a Naprendszer kisbolygóövében található aszteroida. Ueda Szeidzsi és Kaneda Hirosi fedezte fel 1995. január 28-án.